# Malcolmia ramosissima
Malcolmia ramosissima é uma espécie de planta com flor pertencente à família Brassicaceae. 
A autoridade científica da espécie é (Desf.) Thell., tendo sido publicada em La flore adventice de Montpellier 38: 285. 1912.

## Portugal
Trata-se de uma espécie presente no território português, nomeadamente em Portugal Continental.
Em termos de naturalidade é nativa da região atrás indicada.

## Protecção
Não se encontra protegida por legislação portuguesa ou da Comunidade Europeia.